# Georgios Niklitsiotis
Georgios Niklitsiotis (Grieks: Γεώργιος Νικλητσιώτης) (Sofades, 23 maart 1991) is een Grieks voetballer die als aanvaller voor onder andere Olympiakos Piraeus en Helmond Sport speelde.

## Carrière
Georgios Niklitsiotis speelde in de jeugd van Olympiakos Piraeus, waar hij tussen 2009 en 2010 twee wedstrijden in de Super League speelde. In het seizoen 2010/11 werd hij verhuurd aan OFI Kreta en Thrasyvoulos Fylis, beiden uitkomend in de Football League, het tweede niveau van Griekenland. In het seizoen 2011/12 werd Niklitsiotis verhuurd aan Helmond Sport, waar hij debuteerde op 12 september 2011. Dit was in de met 3-1 gewonnen wedstrijd tegen FC Zwolle, waarin hij in de 13e minuut inviel voor Sebastian Stachnik. Niklitsiotis scoorde zijn enige doelpunt voor Helmond op 23 september 2011, in de met 2-2 gelijkgespeelde uitwedstrijd tegen SC Cambuur. Na één seizoen aan Helmond Sport te zijn verhuurd, vertrok hij transfervrij van Olympiakos naar PAS Giannina. Hierna speelde hij nog voor de Griekse clubs Niki Volos, PAS Lamia, Panargiakos APO, weer Niki Volos, PAO Aittitos Spata FC, Nestos Chrysoupoli FC, AO Trikala en Asteras Vlachioti FC.

### Statistieken
| Seizoen                       | Club                  | Land           | Competitie      | Competitie | Competitie | Beker | Beker | Totaal | Totaal |
| Seizoen                       | Club                  | Land           | Competitie      | Wed.       | Dlp.       | Wed.  | Dlp.  | Wed.   | Dlp.   |
| ----------------------------- | --------------------- | -------------- | --------------- | ---------- | ---------- | ----- | ----- | ------ | ------ |
| 2008/09                       | Olympiakos Piraeus    | Griekenland    | Super League    | 1          | 0          | 0     | 0     | 1      | 0      |
| 2009/10                       | Olympiakos Piraeus    | Griekenland    | Super League    | 1          | 0          | 0     | 0     | 1      | 0      |
| 2010/11                       | Olympiakos Piraeus    | Griekenland    | Super League    | 0          | 0          | 0     | 0     | 0      | 0      |
| 2010/11                       | → OFI Kreta           | Griekenland    | Football League | 4          | 0          | 2     | 0     | 6      | 0      |
| 2010/11                       | → Thrasyvoulos Fylis  | Griekenland    | Football League | 11         | 0          | 0     | 0     | 11     | 0      |
| 2011/12                       | → Helmond Sport       | Nederland      | Eerste divisie  | 16         | 1          | 1     | 0     | 17     | 1      |
| 2012/13                       | PAS Giannina          | Griekenland    | Super League    | 13         | 0          | 5     | 1     | 18     | 1      |
| 2014/15                       | Niki Volos            | Griekenland    | Super League    | 10         | 0          | 1     | 0     | 11     | 0      |
| 2014/15                       | PAS Lamia             | Griekenland    | Football League | 6          | 0          | 0     | 0     | 6      | 0      |
| 2018/19                       | PAO Aittitos Spata FC | Griekenland    | Football League | 8          | 0          | 2     | 1     | 10     | 1      |
| 2019/20                       | AO Trikala            | Griekenland    | Football League | 0          | 0          | 0     | 0     | 0      | 0      |
| Carrièretotaal                | Carrièretotaal        | Carrièretotaal | Carrièretotaal  | 70         | 1          | 11    | 1     | 81     | 3      |
| Bijgewerkt op 10 januari 2021 |                       |                |                 |            |            |       |       |        |        |